# Cassian von Tanger

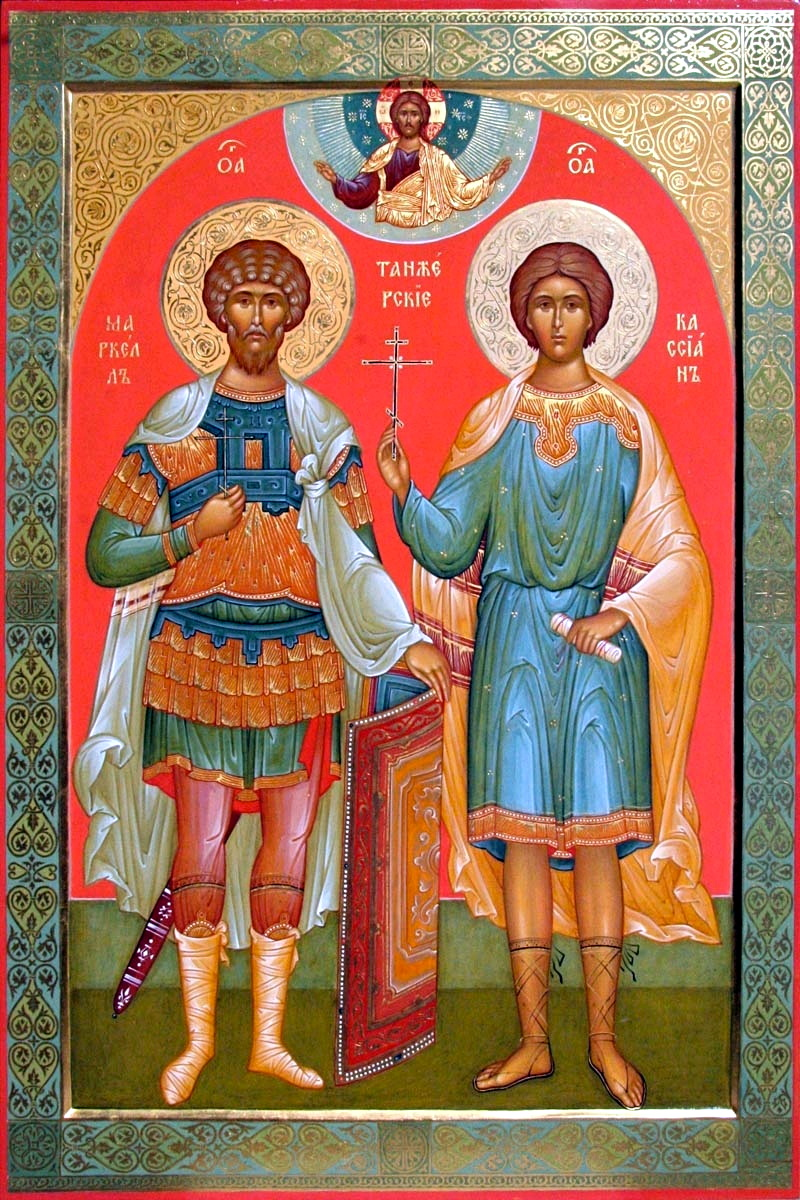
Marcellus und Cassian, Ikone in der russisch-orthodoxen Kirche zu Rabat

Cassian von Tanger († 3. Dezember 298 in Tanger), auch Cassian von Tingis oder Cassius genannt, war ein christlicher Märtyrer. Die römisch-katholische Kirche verehrt ihn als Heiligen, auch der evangelischen Kirche in Deutschland gilt er als denkwürdiger Glaubenszeuge. 

## Allgemeines
Der Tradition zufolge wurde er am 3. Dezember 298, also während der Herrschaft des Diokletian, enthauptet. Das Martyrium Cassians wird traditionell als Folge des Martyriums des Marcellus von Tanger angesehen. So soll er Gerichtsschreiber bei dem Verfahren gegen Marcellus gewesen sein. Aurelius Agricola, stellvertretender Präfekt der römischen Provinz in Nordafrika, soll das Verfahren geleitet haben. Als die Todesstrafe über Marcellus verhängt wurde, soll Cassian seinen Stift niedergeworfen und sich zum Christentum bekannt haben. Er soll sofort verhaftet und zu Tode gebracht worden sein. Cassian gilt als Patron der modernen Stenographen. Der Zusammenhang mit dem Martyrium des Marcellus wird heute allerdings von einigen Experten als nicht nachweisbar angesehen. Cassian von Tanger wird von Prudentius (* 348) in seinem Hymnus Liber Peristephanon (De Coronis Martyrum) (Carmen IV, 45–48) erwähnt: 
„Ingeret Tingis sua Cassianum,

festa Massylum monumenta regum,

qui cinis gentes domitas coegit

ad iuga Christi.“
Mögliche Übersetzung:
„Tingis führt, was sein ist: den Cassianus, 

welchen einst massylische Herrscher festlich ehrten; 

dessen Asche die Heidenvölker 

Christo gewonnen.“

## Gedenktage
- evangelisch: 28. Oktober im Evangelischen Namenkalender (gemeinsam mit Marcellus von Tanger)
- römisch-katholisch: 3. Dezember (sein traditionell angenommener Todestag)

## Quelle
Der Artikel wurde ursprünglich aus der englischen Wikipedia übersetzt, deren Quelle hierzu:
- Vincent J. O’Malley, Saints of Africa, Verl. Our Sunday Visitor Publishing, 2001, S. 164.

| Personendaten    | Personendaten                   |
| ---------------- | ------------------------------- |
| NAME             | Cassian von Tanger              |
| ALTERNATIVNAMEN  | Cassian von Tingis; Cassius     |
| KURZBESCHREIBUNG | Christlicher Märtyrer in Tanger |
| GEBURTSDATUM     | 3. Jahrhundert                  |
| STERBEDATUM      | unsicher: 3. Dezember 298       |
| STERBEORT        | Tanger                          |